# Mike Smith (allenatore di football americano)
Mike Smith (Chicago, 13 giugno 1959) è un allenatore di football americano statunitense che svolge il ruolo di coordinatore difensivo dei Tampa Bay Buccaneers della National Football League (NFL).

## Carriera universitaria
Al college, Smith iocò con gli East Tennessee State Buccaneers nella Atlantic Sun Conference della NCAA.

## Carriera professionistica come allenatore
Nel 1999 iniziò la sua carriera NFL con i Baltimore Ravens come allenatore dei linebacker.
Nel 2003 passò ai Jacksonville Jaguars come coordinatore della difesa.
Nel 2008 passò agli Atlanta Falcons come capo allenatore. Chiuse con 11 vittorie e 5 sconfitte, venne eliminato al Wild Card Game dagli Arizona Cardinals. Nel 2010 vinse per la prima volta la Division South della NFC con 13 vittorie e 3 sconfitte, venne eliminato al Divisional Game dai Green Bay Packers. Nel 2011 con il record di 10 vittorie e 6 sconfitte, venne eliminato al Wild Card Game dai New York Giants. Nel 2012 vinse per la seconda volta la Division South NFC con 13 vittorie e 3 sconfitte, venne eliminato al NFC Championship Game contro i San Francisco 49ers.
Nel 2014, i Falcons, malgrado un record di 6-98, arrivarono a giocarsi la vittoria della division nell'ultima gara contro i Panthers in una debole NFC South. La squadra uscì però sconfitta con un netto 34-3 e Smith fu licenziato il giorno successivo dopo sette stagioni ad Atlanta.
Dopo un anno di pausa, Smith fu assunto come coordinatore difensivo dei Tampa Bay Buccaneers.

## Record come capo-allenatore
| Squadra | Anno   | Stagione regolare | Stagione regolare | Stagione regolare | Stagione regolare | Stagione regolare | Playoff | Playoff | Playoff                                                    |
| Squadra | Anno   | Vinte             | Perse             | Pareggiate        | Posizione         | Risultato         | Vinte   | Perse   | Risultato                                                  |
| ------- | ------ | ----------------- | ----------------- | ----------------- | ----------------- | ----------------- | ------- | ------- | ---------------------------------------------------------- |
| ATL     | 2008   | 11                | 5                 | 0                 | 2° NFC South      | -                 | 0       | 1       | Uscì al Wild Card Game contro gli Arizona Cardinals        |
| ATL     | 2009   | 9                 | 7                 | 0                 | 2° NFC South      | no playoff        | -       | -       | -                                                          |
| ATL     | 2010   | 13                | 3                 | 0                 | 1° NFC South      | -                 | 0       | 1       | Uscì al Divisional Game contro i Green Bay Packers         |
| ATL     | 2011   | 10                | 6                 | 0                 | 2° NFC South      | -                 | 0       | 1       | Uscì al Wild Card Game contro i New York Giants            |
| ATL     | 2012   | 13                | 3                 | 0                 | 1° NFC South      | -                 | 1       | 1       | Uscì al NFC Championship Game contro i San Francisco 49ers |
| ATL     | 2013   | 0                 | 0                 | 0                 | NFC South         | -                 | -       | -       | -                                                          |
| Totale  | Totale | 56                | 24                | 0                 | -                 | -                 | 1       | 4       | -                                                          |

## Palmarès
- Super Bowl XXXV con i Baltimore Ravens (come allenatore dei linebacker)
- (2) Division South della NFC (stagioni 2010 e 2012).